# Mister T (série animada)
Mister T foi uma série de animação que foi ao ar de 1983 a 1986 com um total de 30 episódios, produzida pela Ruby-Spears, nos Estados Unidos foi exibido pela NBC, E no Brasil foi exibido na Record na década de 90.

## História
O desenho era estrelado por Mr. T como um técnico de um time de ginástica que viaja o mundo, sempre resolvendo algum mistério. 
No começo de cada episódio, o próprio Mr. T aparecia explicando o que iria acontecer e no final ele mostrava a moral da história.

## Personagens
- Mr. T - técnico do time de ginástica
- Ms. Priscilla Bisby - a motorista do time, que adora livros de mistério
- Jeff Harris - o mais esperto do time
- Woody Daniels - o afro-americano, rival de Jeff
- Robin O'Neill - a bela riuva de olhos azuis
- Kim Nakamura - a japonesa, filha de um cientista
- Spike O'Neill - irmão de Robin, fã de Mister T
- Skye Redfern - descendente de índios cujo pai foi acusado de um crime
- Garcia Lopez - ginasta latino-americano, cujo irmão é arqueologista
- Vince D'Amato - ítalo-americano que sonha em ser artista de cinema
- Courtney Howard - garota cujo pai é militar
- Grant Kline - ex-membro de gangue que mudou radicalmente a vida graças a Jeff
- Bulldozer - o buldogue de Mister T

## Dubladores

### Nos Estados Unidos
- Mr. T - Phil Lamarr
- Kim Nakamura - Siu Ming Carson
- Priscilla Bisby - Takayo Fischer
- Spike O'Neill - Teddy Field III
- Woody Daniels - Phil LaMarr
- Jeff Harris - Shawn Lieber
- Robin O'Neill - Amy Linker

## Episódios

### Primeira temporada (1983)
1. Mystery of the Golden Medallions
2. Mystery of the Forbidden Monastery
3. Mystery of the Mind-Thieves
4. Mystery on the Rocky Mountain Express
5. The Hundred-Year-Old Mystery
6. The Crossword Mystery
7. The Ninja Mystery
8. Dilemma of the Double-Edged Dagger
9. Secret of the Spectral Sister
10. Mystery of the Silver Swan
11. Case of the Casino Caper
12. Fade Out at 50,000 Feet
13. Riddle of the Runaway Wheels

### Segunda temporada (1984)
1. Mystery in Paradise
2. Mystery of the Black Box
3. Mystery of the Panthermen
4. Mystery of the Ghost Fleet
5. Mystery of the Ancient Ancestor
6. Magical Mardi Gras Mystery
7. Mystery of the Disappearing Oasis
8. Fortune Cookie Caper
9. U.F.O. Mystery
10. Mystery of the Stranger
11. Cape Cod Mystery
12. The Williamsburg Mystery
13. Mission of Mercy
14. Mystery of the Open Crates
15. The Playtown Mystery
16. The Comeback Mystery
17. The Cape Kennedy Caper